# Deuteragonist
De deuteragonist (van het Grieks deuteragonistes; tweede acteur) is de aanduiding voor het personage dat in een verhaal de op een na belangrijkste rol speelt; na de protagonist maar voor de tritagonist. In Griekse voorstellingen was de deuteragonist het derde lid van het waarnemend gezelschap.
De deuteragonist vindt zijn oorsprong in het Oud-Griekse drama. Aanvankelijk bestonden deze dramastukken uit slechts 1 belangrijk personage (de protagonist) en voor de rest een koor van achtergrondpersonages. Volgens Aristoteles (in zijn Poetica) was Aeschylus de toneelschrijver die het concept van de deuteragonist introduceerde. Hij deed dit om meer diepte in het verhaal te brengen en de dialoog tussen de personages meer naar de voorgrond te halen.
In literatuur is de deuteragonist vaak het hulpje van de protagonist.
In televisieseries en films wordt een deuteragonist vaak toegevoegd aan het verhaal om de plot uit te breiden en om de ontwikkeling van de protagonist beter te benadrukken door dit te tonen door de ogen van de deuteragonist.